# Tosu Stadium
Tosu Stadium (jap. 鳥栖スタジアム Tosu Sutajiam; ang. Tosu Stadium), także znany jako Best Amenity Stadium (jap. ベストアメニティスタジアム Besuto Ameniti Sutajiamu) – stadion piłkarski w Tosu, w Japonii. Może pomieścić 24 490 widzów. Obiekt został wybudowany w latach 1994–1996 i otwarty w sierpniu 1996 roku. Swoje spotkania rozgrywa na nim drużyna Sagan Tosu.
Na stadionie rozegrano m.in. jedno spotkanie turnieju Kirin Cup 2000 (14 czerwca 2000 roku: Słowacja – Boliwia 2:0). Obiekt był także jedną z aren Mistrzostw Świata U-20 w Rugby Union 2009 (rozegrano na nim sześć spotkań fazy grupowej turnieju).